# 島内村
島内村（しまうちむら）は長野県に存在した村（1875年10月25日 - ）。1954年4月1日に昭和の大合併で松本市へ編入された。
全体的に水平な地形で水田が多い。1951年の米の生産量は郡でトップだった。村の中央部には昭和電工松本工場を中心に中小の工場が集まり、中規模の工場地帯を形成していた。1879年（明治12年）7月1日に県の通達により南安曇郡から東筑摩郡に編入となった。

## 歴史
- 17世紀後半 - 信濃国筑摩郡犬飼村・小宮村・上平瀬村・下平瀬村の所属郡が安曇郡に変更。また、犬飼村が分割して青島村・町村・北中村・南中村・北方村・東方村・高松村・犬飼新田村となる。
- 1874年（明治7年）10月25日 - 筑摩県安曇郡青島村・町村・上平瀬村・下平瀬村・北中村・南中村・北方村・東方村・高松村・小宮村・犬飼新田村が合併して島之内村となる。
- 1875年（明治8年） - 島之内村が改称して島内村となる。
- 1876年（明治9年）8月21日 - 長野県の所属となる。
- 1879年（明治12年）
  - 1月4日 - 郡区町村編制法の施行により、南安曇郡の所属となる。
  - 7月1日 - 所属郡を東筑摩郡に変更。
- 1889年（明治22年）4月1日 - 町村制の施行により、島内村が単独で自治体を形成。
- 1954年（昭和29年）4月1日 - 松本市に編入。同日島内村廃止。

## 行政
- 廃止時の村長：平林孝雄（1951年4月23日就任）

## 教育
- 島内村立島内小学校
- 島内村立島内中学校

## 交通
- 国鉄大糸線
  - 島内駅 - 島高松駅